# Vincenzo De Luca
Vincenzo De Luca (Ruvo del Monte, 8 maggio 1949) è un politico italiano, presidente della Regione Campania dal 18 giugno 2015.
Aderisce in gioventù al PCI, di cui in seguito diventa segretario provinciale a Salerno. Confluito nel PDS, da segretario provinciale esordisce nel 1990 al consiglio comunale salernitano con il ruolo di vicesindaco e assessore nella giunta di Vincenzo Giordano. A seguito delle dimissioni del sindaco, dopo aver traghettato l'amministrazione municipale alle successive elezioni, De Luca è eletto sindaco nel 1993 e, al termine del mandato quadriennale, riconfermato nel 1997 per altri cinque anni. Nel 2006 è stato rieletto sindaco e nel 2010 è stato candidato del centrosinistra a Presidente della Regione Campania, perdendo contro Stefano Caldoro. Nel 2011 è riconfermato sindaco per il successivo quinquennio, terminando l'esperienza amministrativa nel 2015. È uno dei sindaci più longevi in Italia, essendo rimasto in carica per più di 17 anni.
Come esponente prima dei DS e successivamente del PD, è deputato nella XIV e nella XV legislatura. È stato inoltre vice ministro al Ministero delle Infrastrutture e dei Trasporti nel Governo Letta.
De Luca è stato spesso descritto come un politico populista ed è diventato noto per alcune sue dichiarazioni controverse. È soprannominato "Lo Sceriffo", per il suo stile di governo ed il suo modo di esprimersi schietto e impetuoso.

## Biografia
Nato a Ruvo del Monte (Potenza), figlio di Pietro De Luca, emigrante in Venezuela, e Felicetta Cudone (1926-2019), si trasferisce in tenera età con la famiglia a Salerno, dove si diploma al liceo classico Torquato Tasso e, dopo aver frequentato la facoltà di medicina e chirurgia dell'Università di Napoli, si laurea in storia e filosofia all'Università di Salerno, con una tesi su Antonio Gramsci. Presta il servizio militare di leva nel 1972, dapprima con la formazione come marconista al CAR di San Giorgio a Cremano, e quindi venendo assegnato al 2º Battaglione del 78º Reggimento fanteria "Lupi di Toscana" a Pistoia.
Assolti gli obblighi di leva, intraprende l'attività di docente di storia e filosofia presso le scuole superiori di Salerno e provincia.

### Vita privata
È stato sposato dal 1979 al 2008 con la sociologa Rosa Zampetti, da cui ha avuto due figli: Piero (1980) e Roberto (1983). Il maggiore è avvocato, deputato alla Camera dal 2018 per il Partito Democratico, di cui è stato membro dell'Assemblea nazionale (2013-2019) e della segreteria regionale in Campania (agosto 2017-marzo 2019). Mentre il minore, laureato in economia e commercio all'Università di Salerno, è stato dal 2014 al 2017 Responsabile provinciale economia del PD a Salerno, dal 2015 al 2016 consigliere tecnico-economico a titolo gratuito del presidente della Provincia di Salerno Giuseppe Canfora e da giugno 2016 a febbraio 2018 assessore al bilancio e allo sviluppo nella giunta comunale di Salerno guidata da Vincenzo Napoli.
Dal 2008 è impegnato in una relazione sentimentale con Maria Maddalena Cantisani, architetta e dirigente del comune di Salerno.

## Attività politica

### Gli inizi
Incomincia a maturare l'impegno politico in gioventù, iscrivendosi nel 1969 al Partito Comunista Italiano (PCI). La sua attenzione si focalizza in principio sulle problematiche del settore agrario aderendo all'Alleanza dei Contadini, organizzazione sindacale fondata da Emilio Sereni e Ruggero Grieco.
Nel 1975, dopo essere stato responsabile provinciale dell'organizzazione, sarà nominato segretario provinciale del PCI, guidando la federazione per 10 anni, e successivamente sarà segretario provinciale del post-comunista Partito Democratico della Sinistra (PDS). In quegli anni, per gli studi compiuti e le docenze esercitate, è soprannominato scherzosamente "il professore"; mentre è chiamato "Pol Pot", con riferimento al temperamento non facile, da quanti, nel partito, sono meno vicini alle sue posizioni.

### Prima elezione a sindaco

De Luca eletto sindaco di Salerno al secondo mandato, il 6 dicembre 1993 alle prime elezioni popolari dirette della città

Alle elezioni amministrative del 1990 si candida al consiglio comunale di Salerno, tra le liste del PCI, risultando eletto consigliere comunale e ricoprendo nel 1992 gli incarichi di vicesindaco e assessore ai lavori pubblici nella giunta comunale guidata da Vincenzo Giordano.
Il 22 maggio 1992 diventa per la prima volta sindaco di Salerno, a seguito delle dimissioni di Giordano coinvolto nell'inchiesta Tangentopoli, ma dopo un mese e mezzo dal suo insediamento la maggioranza dei consiglieri comunali si dimettono, causano lo scioglimento del comune e l'indizione di nuove elezioni.
Alle elezioni amministrative del 1993, le prime col sistema ad elezione diretta, si candida a sindaco di Salerno, sostenuto dalla lista Progressisti per Salerno, risultando il candidato più votato con il 23,71% dei voti e accedendo al ballottaggio con il candidato democristiano Giuseppe Acocella (19,83%), dove viene eletto sindaco col 57,91% e prevalendo su Acocella fermo al 42,09%. Nel primo mandato i lavori della giunta si concentrano soprattutto sulla riqualificazione urbana e lo snellimento dell'amministrazione comunale.
Alle amministrative del 1997 si ricandida per un secondo mandato da sindaco, sostenuto dalla medesima lista, venendo rieletto sindaco con il 71,32% dei voti al primo turno. L'anno successivo aderisce alla svolta di Massimo D'Alema dal PDS ai Democratici di Sinistra (DS).

### Deputato alla Camera
Non potendosi ricandidare per un terzo mandato da sindaco, il 31 gennaio 2001, prima della scadenza del suo mandato, si dimette da sindaco per potersi candidare alle elezioni politiche di quell'anno alla Camera dei deputati nel collegio elettorale di Salerno centro, sostenuto dalla coalizione di centro-sinistra L'Ulivo in quota DS, risultando eletto deputato col 55,45% dei voti (la percentuale più alta ottenuta da un candidato de L'Ulivo nel Mezzogiorno) e superando i candidati della Casa delle Libertà, in quota Alleanza Nazionale, Gaetano Colucci (36,05%), di Democrazia Europea Antonio Battista (2,4%), della Lista Di Pietro Agostino Apadula (1,7%) e della Lista Emma Bonino Donato Salzano (1,63%). Nella XIV legislatura della Repubblica è stato membro della 9ª Commissione Trasporti, poste e telecomunicazioni e vicepresidente della Commissione parlamentare d'inchiesta sul ciclo dei rifiuti e sulle attività illecite ad esso connesse.
Nel dicembre 2005 De Luca era stato iscritto nel registro degli indagati, nell'ambito delle indagini sul "progetto Seapark". Nel corso dell'inchiesta il sostituto procuratore incaricato ha presentato per tre volte richiesta di custodia cautelare, ma le istanze sono state respinte dal GIP. La Giunta per le autorizzazioni a procedere della Camera dei Deputati ha negato l'utilizzo delle intercettazioni telefoniche a carico di De Luca, ritenendole "totalmente prive di valore indiziante" e "totalmente irrilevanti", richiedendone quindi la cancellazione. Le indagini sono state infine archiviate ufficialmente nell'ottobre del 2007. Nel 2009 De Luca e gli altri 13 imputati vengono rinviati a giudizio e, tra maggio e giugno del 2012, è dichiarata la prescrizione, rifiutata da De Luca e altri imputati, per molti dei capi d'accusa contestati.
Alle elezioni politiche del 2006 viene ricandidato alla Camera, tra le liste de L'Ulivo (che univa i DS con La Margherita) nella circoscrizione Campania 2 in quarta posizione, venendo rieletto a Montecitorio. Nel corso della XV legislatura è stato componente della 13ª Commissione Agricoltura, distinguendosi nel 2006, secondo quanto rivelato da L'Espresso e stando anche a quanto riporta il suo gruppo parlamentare di appartenenza (L'Ulivo), come uno tra i più assenteisti alla Camera (il decimo sul totale) anche a causa dell'attività da sindaco, oltre a presentare tre proposte di legge come primo firmatario: una per rendere facoltative le circoscrizioni, una relativa alle società di trasformazione urbana e una per la modifica del codice penale in materia di ingiuria a pubblici ufficiali.
Alle elezioni politiche del 2008 non ha potuto ricandidarsi anche a causa dell'incompatibilità prevista dalla legge fra le cariche di deputato e sindaco di una città superiore ai 15mila abitanti.

### Nuovo mandato da sindaco
Alle elezioni amministrative del 2006 si candida nuovamente a sindaco di Salerno, sostenuto dalle liste Progressisti per Salerno e Salerno dei giovani, in contrapposizione all'europarlamentare Alfonso Andria, ex presidente della Provincia di Salerno e candidato sostenuto da tutti i partiti del centro-sinistra italiano, incluso una frangia dei DS contrari alla nuova candidatura di De Luca e che facevano capo al presidente della Regione Campania Antonio Bassolino (rivale storico di De Luca con cui è stato in aperto contrasto), raccogliendo il 42,26% dei voti al primo turno e accedendo al ballottaggio con Andria (37,09%), dove viene rieletto sindaco ottenendo il 56,95% e superando Andria fermo al 43,05%.
Il 13 novembre 2006, in un sondaggio Governance Poll pubblicato dal Sole 24 ore, è il sindaco di capoluogo che più di tutti ha migliorato il suo consenso dal giorno dell'elezione (più del 9%); inoltre si classifica quarto per gradimento dopo i sindaci di Torino, Lecce e Roma.
Il 1º dicembre 2006 viene nominato commissario delegato per il superamento dell'emergenza derivante dagli eventi alluvionali che colpirono il territorio del comune di Salerno nei giorni 21 e 22 ottobre 2006, mentre il 16 gennaio 2008 viene nominato dal governo Prodi II commissario delegato per la realizzazione dell'impianto di trattamento finale dei rifiuti nel comune di Salerno.
Il 7 gennaio 2008, nello stesso sondaggio, si piazza in testa alla classifica figurando come il sindaco che riscuote maggiore consenso tra gli elettori con il 75% di preferenze, ossia con circa 18 punti in più rispetto al giorno dell'elezione. Famosa la dichiarazione nel suo discorso sull'esito delle elezioni: "a Salerno mi votano anche le pietre".
Il 14 luglio 2009, presso il centro congressi del Polo Nautico di Salerno, un gruppetto di persone contesta alcuni delegati dei Giovani Democratici, riunitisi per eleggere quel giorno il loro segretario provinciale, inneggiando a De Luca e minacciando i delegati di aggressione fisica. L'indomani, intervistato in merito ai fatti, De Luca rifiuta di commentarli, affermando di non esserne a conoscenza. Il 16 giugno 2011 14 persone (tra le quali ultras della Salernitana, la locale squadra di calcio, e dipendenti di Salerno Pulita, una società partecipata del Comune di Salerno) vengono rinviate a giudizio per quell'episodio.
Nel gennaio 2010, il sondaggio Governance Poll lo colloca al quinto posto in ordine di gradimento, dopo i sindaci di Verona, Torino, Crotone e Reggio Calabria, primi a pari merito.

### La candidatura alle regionali del 2010

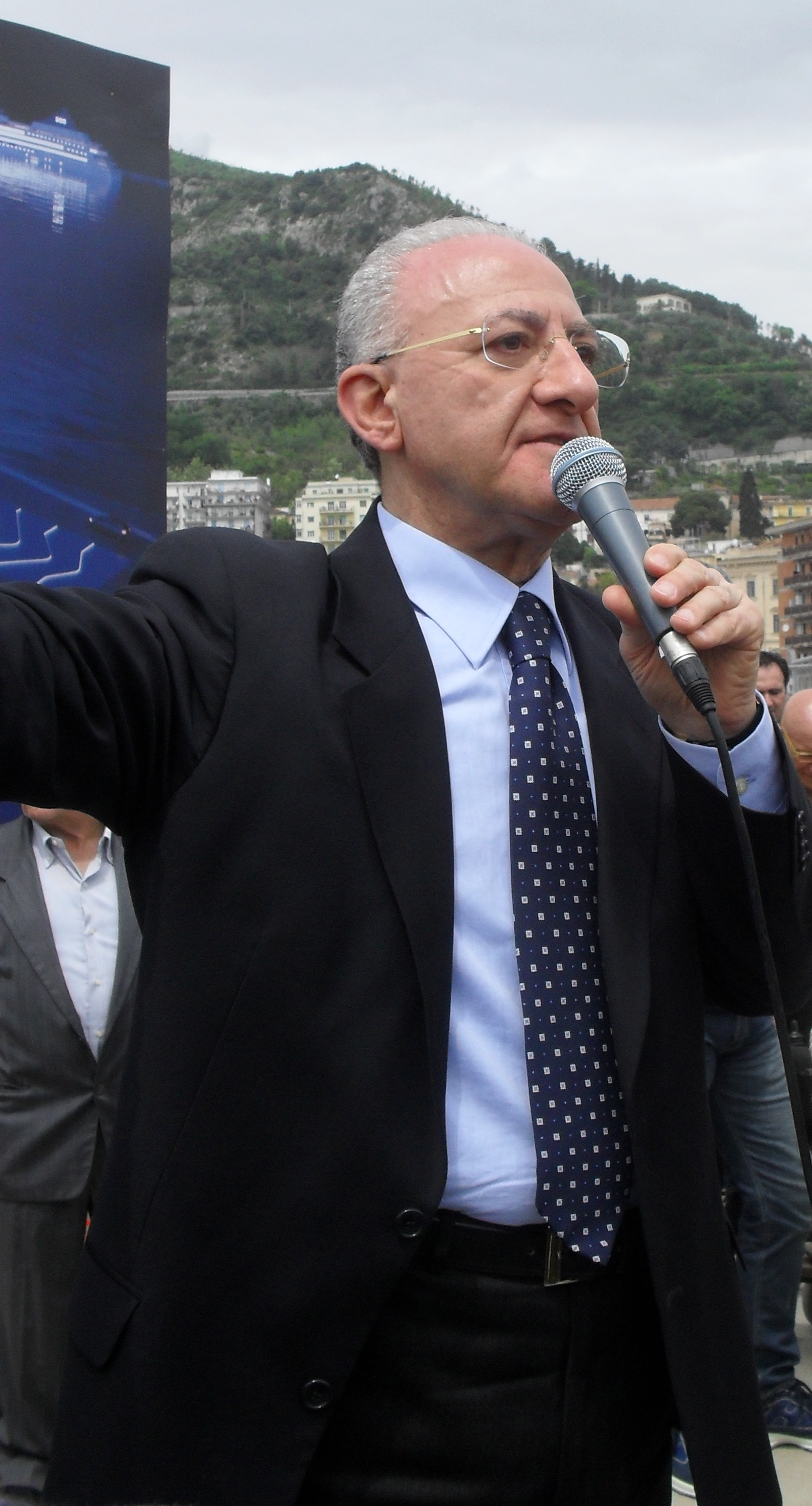
Vincenzo De Luca nel 2011

Il 30 gennaio 2010 i rispettivi segretari regionali del PD, Verdi e Alleanza per l'Italia, rendono noto di aver deciso di candidare De Luca a presidente regionale per il centrosinistra alle elezioni regionali della Campania del marzo 2010.
Alla vigilia della candidatura De Luca si era presentato agli elettori con la seguente dichiarazione, preannunciando di fatto che avrebbe fatto leva soprattutto sulla società civile piuttosto che sui partiti:
 L'Italia dei Valori non appoggia subito la candidatura di De Luca in quanto coinvolto in un procedimento giudiziario. Tuttavia il 6 febbraio Antonio Di Pietro invita De Luca a intervenire al congresso in corso a Roma; al termine del suo intervento, De Luca riceve una standing ovation da parte dei delegati, che sancisce di fatto il sostegno alla sua candidatura anche da parte dell'IdV.
Il 7 febbraio sarà sostenuto anche dai Radicali Italiani, dal Partito Socialista Italiano e da Sinistra Ecologia Libertà.
Il 20 marzo è organizzata una grande manifestazione in Piazza Plebiscito per la campagna elettorale, cui partecipano, secondo gli organizzatori, più di 100 000 persone.
Il vincitore della competizione elettorale sarà il candidato del centrodestra Stefano Caldoro (Popolo della Libertà) con il 54,25% di preferenze. De Luca resta fermo al 43,04%, Paolo Ferrero 1,35% e Roberto Fico 1,34%. Il candidato del centrosinistra raccoglie comunque il 72,5% dei voti a Salerno città e il 54% in provincia di Salerno, risultando, grazie al voto disgiunto, più votato delle liste che lo sostengono.
Nel dopo-elezioni, in una conferenza stampa, annuncia ufficialmente di voler svolgere il ruolo di capo dell'opposizione nel consiglio regionale, confutando dubbi e pronostici vari in merito.
L'11 luglio viene sciolto il nodo delle incompatibilità. Il sindaco di Salerno dichiara di aver rassegnato le dimissioni come consigliere regionale per poter portare a termine il lungo programma di lavoro da tempo in atto nella sua città. Afferma, inoltre, di avere comunque intenzione di rimanere capo dell'opposizione regionale e non tradire le aspettative dei suoi elettori, rispettando il programma proposto alle elezioni.

### Quarto mandato da sindaco e incarico di governo
Nel gennaio 2011, il sondaggio Governance Poll lo colloca al terzo posto in ordine di gradimento, dopo i sindaci di Firenze e Torino (rispettivamente Matteo Renzi e Piero Fassino, entrambi anch'essi in quota centrosinistra).
Alle elezioni amministrative del 2011 De Luca si presenta con tre liste civiche tra cui le due storiche Progressisti per Salerno e Salerno per i giovani a cui viene aggiunta Campania Libera per il positivo risultato delle regionali. È appoggiato anche dal Partito Socialista Italiano e Sinistra Ecologia Libertà. A opporsi alla sua ricandidatura altri cinque candidati: Anna Ferrazzano per Il Popolo della Libertà e liste collegate (17,51%), Rosa Egidio Masullo per Italia dei Valori e Federazione della Sinistra (2,23%), Salvatore Gagliano per Unione di Centro, Alleanza per l'Italia e Popolari UDEUR (3,72%), Andrea Cioffi per il Movimento 5 Stelle (1,86%) e Valerio Torre per il Partito di Alternativa Comunista (0,22%).
Il sindaco uscente è riconfermato con un voto plebiscitario, ottenendo il 74,42%.
Il 14 ottobre 2011 il sondaggio Monitorcittà della società "Datamonitor", basato su una classifica di gradimento semestrale, colloca Vincenzo De Luca al quarto posto tra i sindaci più amati, con un consenso del 65,5% e un aumento su base annua del 3,9%.
In seguito alla nascita del governo di larghe intese guidato da Enrico Letta, il 2 maggio 2013 viene nominata dal Consiglio dei Ministri viceministro delle Infrastrutture e ai trasporti nel governo Letta affiancando il ministro Maurizio Lupi. Nel novembre 2013 l'Antitrust, dato che le cariche di viceministro e sindaco sono incompatibili per legge, ha ordinato a De Luca di decidere quale mantenere. Non avendo operato tale scelta, nel gennaio 2014 il tribunale civile di Salerno lo dichiara decaduto da sindaco, per incompatibilità con l'incarico di governo. De Luca ha dato mandato ai suoi legali di ricorrere in appello. Il 3 febbraio 2015 la Corte d'appello di Salerno conferma la decisione di primo grado del Tribunale dichiarando De Luca decaduto, con sentenza immediatamente esecutiva.

### Nuova candidatura alle regionali
A fine 2014 si candida alle elezioni primarie del centro-sinistra per la scelta del candidato alla Presidenza della Regione Campania.
Dopo alterne vicende, le primarie si tengono il 1º marzo 2015; con il 52% di preferenze De Luca supera l'europarlamentare del PD Andrea Cozzolino (44%) e il deputato del Partito Socialista Italiano Marco Di Lello (4%) (mentre si ritirano prima il segretario regionale dell'IDV Nello Di Nardo e l'ex capogruppo di Rifondazione Comunista e SEL alla Camera dei Deputati, poi entrato nel PD, il deputato Gennaro Migliore dato come possibile outsider o candidato unitario senza primarie), diventando così candidato per la seconda volta alle elezioni regionali che si tengono a maggio 2015; il centrodestra gli contrappone per la seconda volta Stefano Caldoro, presidente uscente.
De Luca viene sostenuto, oltre che dal PD stesso, anche da Unione di Centro, Scelta Civica e Centro Democratico (federati in un'unica lista), Partito Socialista Italiano, Italia dei Valori, Verdi, Campania in #Rete (lista composta da Alleanza per l'Italia, Nuovo CDU e Autonomia Sud e alcuni esponenti del centrodestra che decidono di sostenere De Luca) e infine due liste civiche: De Luca Presidente e Campania Libera.
Dopo alcune polemiche sulla composizione delle liste, De Luca ha consigliato ai suoi elettori di non votare i candidati cosiddetti "impresentabili". Il 31 maggio 2015 viene eletto presidente della Regione Campania con il 41% dei voti, sconfiggendo il presidente uscente Caldoro (38%) con un margine di 66 000 voti.
Il 18 giugno De Luca viene proclamato ufficialmente presidente della Campania.
Il 26 giugno De Luca viene sospeso dalla carica di presidente della Campania in virtù della Legge Severino.
Presentato il ricorso d'urgenza presso il Tribunale di Napoli, il 2 luglio 2015, con decreto del presidente della prima sezione civile del Tribunale Guglielmo Cioffi, viene accolto il ricorso in favore di De Luca con conseguente sospensiva della sospensione, permettendo dunque al neopresidente di nominare la giunta e firmare gli atti. Il 5 febbraio 2016, assolto in appello nel processo per la nomina di un project manager nella realizzazione del termovalorizzatore di Salerno, si conclude la querelle della legge Severino.

### Riconferma alla guida della Regione Campania
Nel 2020 si ricandida alla guida della Regione: lo sostengono, oltre al PD, Italia Viva, +Campania in Europa, Noi Campani di Clemente Mastella, Fare Democratico - Popolari di Ciriaco De Mita, Centro Democratico, Europa Verde Campania - DemoS, PSI, Liberal-democratici e Moderati, Democratici e Progressisti, Lega per l’Italia - PRI e 4 liste minori/civiche. Con la decisione del centrodestra di candidare nuovamente Stefano Caldoro, quelle del 2020 sono le terze elezioni regionali consecutive in Campania in cui le due coalizioni principali presentano gli stessi candidati. Con 1.789.017 voti e il 69,48% di consensi, De Luca viene riconfermato presidente della regione Campania per i successivi 5 anni, mentre Caldoro si ferma al 18,06% e Valeria Ciarambino, candidata del Movimento 5 Stelle, al 9,93%.
L'11 gennaio 2022 entra a far parte del gruppo dei 58 delegati regionali, in rappresentanza della maggioranza in consiglio regionale della Campania con 33 voti, a partecipare all'elezione del Presidente della Repubblica.
Il 29 marzo 2022 presenzia alla firma del Patto per Napoli, presso il Maschio Angioino, alla presenza del sindaco del capoluogo campano Gaetano Manfredi e del Presidente del Consiglio dei Ministri Mario Draghi.

## Attività da presidente della Regione Campania

### Primo mandato
Tra i primi atti della giunta De Luca è stipulato nell’estate 2015 un protocollo di collaborazione con l’Autorità nazionale anticorruzione guidata da Raffaele Cantone per azioni di vigilanza preventiva su contratti e appalti della Regione, di enti sottoposti e società partecipate, specialmente in materia di rifiuti, ciclo delle acque, infrastrutture. Il protocollo è poi rinnovato in veste più ampia e articolata nel 2017.

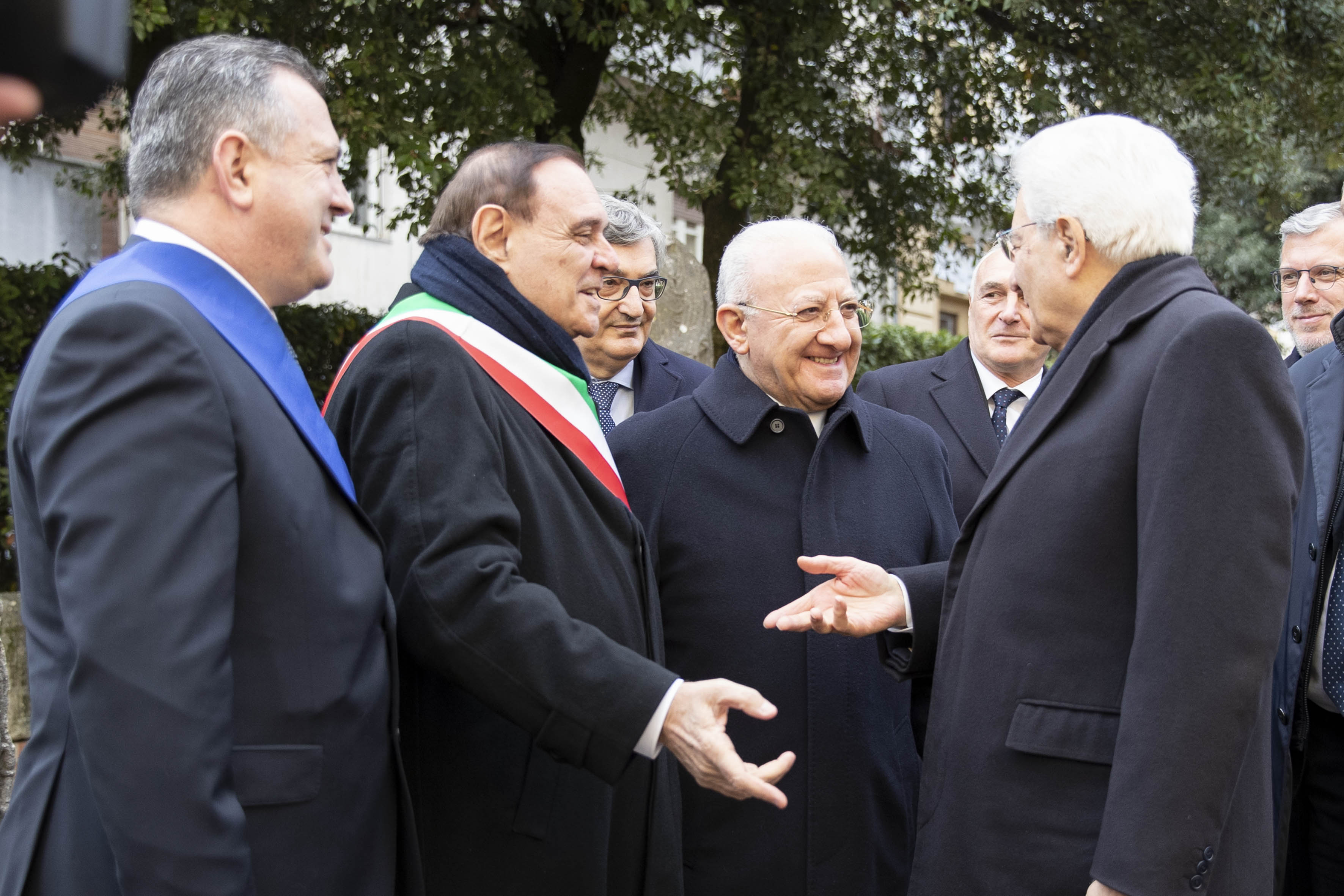
Vincenzo De Luca, il sindaco di Benevento Clemente Mastella e il presidente della Repubblica Sergio Mattarella nel 2020

Nel febbraio 2016 De Luca candida Napoli e la Campania ad ospitare la XXX Universiade dopo il ritiro di Brasilia e delle altre città candidate. Il 5 marzo 2016 la FISU, riunitasi a Bruxelles, ha assegnato ufficialmente l'organizzazione dell'evento alla Campania. La maggior parte delle gare e degli allenamenti si terranno nella città di Napoli, mentre molte altre attività saranno ospitate negli impianti degli altri quattro capoluoghi e in numerosi comuni delle province di Salerno, Caserta, Avellino e Benevento. I lavori di ammodernamento e adeguamento di tutti gli impianti coinvolti finiscono come da previsioni tra maggio e giugno 2019. 
Le Universiadi vedono coinvolti tra gli 8 000 e i 10 000 atleti complessivi, per circa 130 paesi. I lavori per l’Universiade portano alla ristrutturazione di circa 70 impianti su tutto il territorio regionale (su tutti lo stadio San Paolo di Napoli, lo stadio Arechi di Salerno, lo stadio Vigorito di Benevento, la piscina Scandone, le piscine per i tuffi alla Mostra d'Oltremare, il PalaBarbuto e il PalaVesuvio a Napoli), continuando per appalti e contratti per le Universiadi la collaborazione di vigilanza tra Regione e Autorità anticorruzione. La cerimonia di apertura, curata da Marco Balich, si tiene il 3 luglio 2019 allo stadio San Paolo che registra il tutto esaurito, alla presenza tra gli altri del Presidente della Repubblica Italiana Sergio Mattarella, del presidente FISU Oleg Matytsin, del Presidente della Camera dei deputati Roberto Fico, del presidente della Regione Campania Vincenzo De Luca, del sindaco di Napoli Luigi de Magistris, del cardinale Crescenzio Sepe, arcivescovo di Napoli e con le esibizioni di Malika Ayane, Anastasio e Andrea Bocelli. Le Universiadi si chiudono il successivo 14 luglio con una nuova cerimonia al San Paolo, condotta dai The Jackal, con la partecipazione di Clementino e Mahmood e alla presenza del Presidente del Consiglio Giuseppe Conte.
Il 25 aprile 2016 è ufficialmente inaugurata a Salerno, visitata il giorno prima dal Presidente del Consiglio dei Ministri Matteo Renzi, la stazione marittima progettata da Zaha Hadid, a meno di un mese dalla scomparsa della celebre architetta.
A dicembre 2016, in vista del referendum costituzionale in Italia del 2016 partecipa a una riunione pubblica con amministratori locali all'Hotel Ramada di Napoli per sostenere le ragioni del 'sì'. È ripreso da uno dei partecipanti durante un passaggio del suo intervento nel quale loda ironicamente le capacità clientelari dell'allora sindaco di Agropoli Franco Alfieri, membro della sua segreteria in Regione. Ironizzando su tale connotato egli invita il sindaco ad offrire fritture di pesce e gite in barca per far votare Sì; in base a ciò si apre un'inchiesta su presunta istigazione a voto di scambio, ma poi il GIP del Tribunale di Napoli archivia il caso perché le prove non lo qualificano come reato.
Il 22 ottobre 2017 in Veneto e in Lombardia si svolgono due referendum consultivi per conoscere il parere degli elettori in ordine alla possibile richiesta d'attribuzione di ulteriore forme e condizioni particolari di autonomia per i due enti, soprattutto in relazione al trattenimento del gettito fiscale su base regionale. L'Emilia-Romagna invece procede direttamente con un'intesa con il Governo Gentiloni. Il 25 ottobre anche De Luca chiede con una nota al Governo di poter ridiscutere il decentramento dei poteri. Con il cambio di governo la discussione degli accordi Stato-Regioni in relazione all'autonomia subisce un iniziale stallo, come denunciato dal ministro per gli affari regionali e le autonomie Erika Stefani. Ad inizio 2019, davanti a bozze di pre-accordo con le regioni del Nord che prevedono la regionalizzazione di istruzione e sanità e l'accantonamento di fondi fissi per investimenti, De Luca scrive al premier Conte guidando un fronte di dissenso, paventando la rottura dell'unità nazionale e sottolineando la necessità di non affrettare i tempi. A febbraio la Campania formalizza la richiesta di maggiore autonomia e ad inizio marzo, con i colleghi Luca Zaia e Attilio Fontana, partecipa al primo vertice con il ministro Stefani. Il successivo 10 luglio è inviata al ministro Stefani la proposta di intesa della Campania.

#### Ambiente
A maggio 2016 si avvia a Taverna del Re la rimozione delle ecoballe, stoccate da un decennio come conseguenza dell'emergenza rifiuti dei primi anni del 2000. Il piano di smaltimento, così come implementato e modificato negli anni successivi, prevede tre linee di azione: trasporto fuori regione; smaltimento in impianto per la produzione di CSS (combustibile solido secondario); recupero del materiale riciclabile presso un nuovo impianto a Giugliano. È inoltre varato un nuovo Piano Rifiuti che non prevede la realizzazione di ulteriori termovalorizzatori ma di innalzare la percentuale di raccolta differenziata su base regionale sino al 60% (attualmente è certificata attorno al 53% per il 2017 e il 2018) e di realizzare diversi impianti di compostaggio, accanto all'unico già operativo a Salerno dal 2013.
Ancora in materia di rifiuti è avviato in collaborazione con l'Istituto zooprofilattico sperimentale del Mezzogiorno di Portici il progetto SPES per analisi ambientali e sulla popolazione in relazione all'esposizione a fattori inquinanti. Il progetto, con la partecipazione anche della Federico II, della SUN, dell'Università degli Studi di Milano, dell'IRCCS Pascale e del CNR, parte dall'area della cosiddetta Terra dei fuochi ma è poi esteso ad altre criticità, quali le Fonderie Pisano di Salerno. In particolare in relazione alla Terra dei Fuochi risultano contaminati solo 33 ettari sui 50 000 indagati; su 30 000 campionamenti presso 10 000 aziende nell'area interessata sono riscontrate 6 positività (pari allo 0,2%) ed appena il 2% dei prelievi a ridosso di aree urbane presenta criticità. La Regione avvia anche un piano di monitoraggio aereo attraverso droni dei possibili roghi di rifiuti e dota di nuovi mezzi la Protezione Civile dei Comuni interessati.
È inoltre avviata o completata la bonifica di diversi siti minori di stoccaggio di rifiuti e discariche a Baronissi, Montecorvino Pugliano, Eboli, Giugliano, Marcianise.
Sono anche avviati interventi di adeguamento e rifacimento dei principali impianti di depurazione della Regione, coinvolgendo i cinque impianti principali del napoletano e una serie di impianti minori in comuni costieri, quali Vico Equense, Castellammare di Stabia, Amalfi, Cuma-Pozzuoli, Palinuro, Camerota e in aree industriali. Nel 2018 è avviato il progetto di risanamento dei corpi idrici superficiali della provincia di Salerno, per 13 milioni di euro.
Nel maggio 2019 partono sul litorale Domitio gli abbattimenti, attesi da decenni, delle villette abusive costruite sulla spiaggia di Castel Volturno e viene presentato a Milano il masterplan per il litorale redatto dall’architetto Andreas Kipar dello studio LAND, prevedendo 160 proposte d’investimento per un valore di 4 miliardi.

#### Trasporti
Tra i primi atti in materia di trasporti sono stanziati fondi per garantire il trasporto gratuito dal 2016 per gli studenti fino ai 26 anni. La Regione riesce poi a raggiungere il risanamento dell'EAV, gravato da circa 700 milioni di debiti, che a partire dal biennio 2016-2017 chiude il bilancio in attivo, avviando dal 2018 le procedure per l'assunzione di 350 dipendenti e già dagli anni precedenti una serie di interventi volti a garantire maggiore sicurezza nelle stazioni con l'installazione di sistemi di videosorveglianza e maggiore decoro con la realizzazione di murales e interventi di ristrutturazione come nelle stazioni di Agnano, San Giorgio a Cremano, Piscinola-Scampia, Edenlandia, Sorrento, Gianturco, Pratola Ponte, Ponticelli, Vesuvio de Meis, San Vitaliano, Santa Maria del Pozzo, Brusciano.
Il 2016 vede anche la riapertura, dopo anni di fermo, della funivia del monte Faito, della funicolare di Montevergine e della Cilentana a quasi tre anni dalla chiusura nel 2014 per una frana. Sono inoltre avviati o completati diversi lavori di costruzione o riqualificazione di stazioni sul territorio regionale, come quelle di Melito, Scampia, Torre Annunziata, Madonnelle e della metropolitana di Monte Sant'Angelo a Fuorigrotta, progettata da Anish Kapoor. Il 6 giugno 2017 è inaugurata alla presenza del Presidente del Consiglio dei Ministri Paolo Gentiloni, dopo anni di ritardo, la stazione dell'alta velocità di Afragola progettata da Zaha Hadid.
È avviato un piano di acquisto di nuovi mezzi per il trasporto pubblico locale su ferro e su gomma che prevede inizialmente circa 800 nuovi autobus (480 già banditi con tre diverse gare entro aprile 2019 e altri 260 con due ulteriori procedure programmate) elevati a oltre 1000 con i ribassi di gara (di cui circa 800 già consegnati e attivi), 24 nuovi treni Jazz (tutti consegnati e attivi), 37 treni Rock (il primo consegnato a luglio 2020, il secondo a febbraio 2021), 12 treni di media capacità, e 30 TAF revampizzati. Per quanto riguarda EAV la Regione e la società acquistano 21 convogli per le linee flegree, di cui 12 per la Cumana (cinque consegnati e attivi fino a novembre 2018) e i restanti per la Circumflegrea, e 40 treni per la Circumvesuviana. Inoltre è avviata una vasta operazione di revamping di alcuni convogli già in esercizio: 6 per la Cumana e 25 per la Circumvesuviana (di cui il primo consegnato a giugno 2019, tre nei mesi successivi, sei tra aprile e giugno 2020).

#### Economia
Dal biennio 2015-2016 la Campania registra positivi aumenti del PIL, risultando nelle rilevazioni di ISTAT e Banca d'Italia relative al 2016 la prima regione d'Italia per crescita, recuperando quanto perso a partire dal 2011. Sul finire del 2016 De Luca propone, nel corso di una due giorni di assemblea sul Mezzogiorno a Napoli, alla presenza del Presidente del Consiglio Matteo Renzi e di numerosi ministri, un piano nazionale di assunzioni nella pubblica amministrazione del Sud per 200 000 giovani diplomati e laureati in relazione alla penuria di personale negli enti pubblici derivante dal blocco del turnover e per esigenze di svecchiamento e digitalizzazione della PA. La proposta non riceve attenzione dal governo nazionale e la Regione avvia dal 2018 le attività di studio propedeutiche ad un piano di assunzioni regionale dapprima ipotizzato per 50 000 unità, poi ridotto a 10 000. Sul finire del 2018 si avviano le procedure preliminari per sondare le adesioni da parte dei Comuni e di altri enti locali per calcolare i vuoti di pianta organica da colmare. Il piano prevede dei corsi-concorsi gestiti dal Formez e due anni di formazione presso gli enti aderenti finanziati con fondi europei; a seguire gli aventi diritto dovrebbero essere stabilizzati nelle pubbliche amministrazioni a seconda dei fabbisogni. Il successivo 9 luglio è pubblicato in Gazzetta Ufficiale il bando del primo corso-concorso per 2175 assunzioni a tempo indeterminato. Nel dicembre 2019 la Regione pubblica anche un bando per l'assunzione di 641 dipendenti a tempo indeterminato per il potenziamento della rete dei centri per l'impiego.
Nel corso del 2018 è inoltre raggiunto il target di spesa dei fondi europei del POR 2014/2020 (141 milioni per il Fondo Sociale Europeo, 389 milioni per il Programma di Sviluppo Rurale e 651 milioni per il Fondo Europeo di Sviluppo Regionale), come successivamente certificato dal ministro Barbara Lezzi.
A fine 2019 la Corte dei Conti approva la parifica dei bilanci 2017-2018 della Regione e certifica il risanamento delle finanze regionali che vedevano, nel 2015, un deficit accumulato di 5,6 miliardi.

#### Sanità e l'uscita dal commissariamento
A dicembre 2015 il Governo Renzi nomina l’italoamericano Joseph Polimeni commissario alla sanità in Campania e vicecommissario Claudio D’Amario, succedendo alla precedente struttura commissariale che vedeva come commissario il presidente Caldoro e subcommissari il dimissionario Mario Morlacco ed Ettore Cinque. 
Sul finire del 2016 è approvato un emendamento alla legge di bilancio che consente nuovamente di nominare come commissari alla sanità i presidenti di regione. Nel marzo 2017 Polimeni si dimette e nel successivo mese di luglio il governo Gentiloni nomina De Luca commissario.
La Campania, pur ancora sottoposta a piano di rientro, registra un trend positivo in relazione alla griglia LEA, passando dai 104 punti del 2015 ai 154 del 2017 e ai 163-170 del 2018 (a seconda della data delle rilevazioni). In relazione alle coperture vaccinali è raggiunta nel 2018 la percentuale del 95% per l'esavalente e del 92% per tetravalente e morbillo. È avviata un'operazione di risanamento contabile mirante in primo luogo all'approvazione dei bilanci consuntivi di ASL e aziende ospedaliere in alcuni casi non approvati dal 2012, che consente di ridurre l'indebitamento per alcune aziende e di azzerare il debito o incamerare attivi per altre. In conseguenza di ciò ad aprile 2018 è presentata richiesta al Ministero per lo sblocco dei fondi ex art. 20 per l'edilizia ospedaliera, con un piano regionale di un miliardo e ottanta milioni approvato nell’agosto 2019 e per la prima volta la Campania ottiene in sede di riparto nazionale tre annualità di fondi di premialità (900 milioni); a fine anno la sezione regionale di controllo della Corte dei Conti esprime parere positivo sui bilanci della sanità campana sulla base dei dati disponibili (fino al 2016), nel 2019 il Ministero dell’Economia certifica sei anni di pareggio di bilancio e a novembre la Campania ottiene altre due annualità di premialità per 600 milioni. Con decreto del gennaio 2018 è abolita la quota fissa del ticket regionale di 10 euro a ricetta per le prestazioni ambulatoriali di valore inferiore a 56,15 euro. Nel 2016 è varata la rete IMA per l'infarto del miocardio, nel 2018 è presentata la rete oncologica regionale e nel 2019 la rete stroke dell’ictus, mentre più indietro risulta il lavoro per la rete di medicina territoriale. A settembre 2018 è presentato un pacchetto di investimenti per 157 milioni di euro nella ricerca contro il cancro, con l'obiettivo di arrivare all'individuazione di un vaccino per alcune tipologie. Da giugno 2018 sono avviati protocolli di collaborazione, con visite reciproche, tra l'ospedale Cardarelli di Napoli ed il Niguarda di Milano. A settembre 2018, dopo anni di lavori, è inaugurato il pronto soccorso dell'Ospedale del Mare di Napoli e il successivo novembre apre il Dea di I livello. A fine anno il Ministero della Salute e il Mef approvano il piano ospedaliero della Regione. A gennaio 2019 sono adottati i decreti del piano per il personale della sanità, per l'assunzione e stabilizzazione di 7600 unità tra medici, infermieri, tecnici ed amministrativi e, con la fuoriuscita del commissariamento a fine anno, ad inizio 2020 iniziano le prime assunzioni e stabilizzazioni, con 192 precari stabilizzati all’IRCCS Pascale e circa 800 infermieri nelle 3 ASL napoletane. A febbraio è varato un provvedimento, presentato con l'associazione Luca Coscioni, che consente di ricorrere alla procreazione medicalmente assistita anche nell'ambito del servizio sanitario regionale, con lo scopo di ridurre una mobilità passiva stimata attorno alle 10 000 unità.

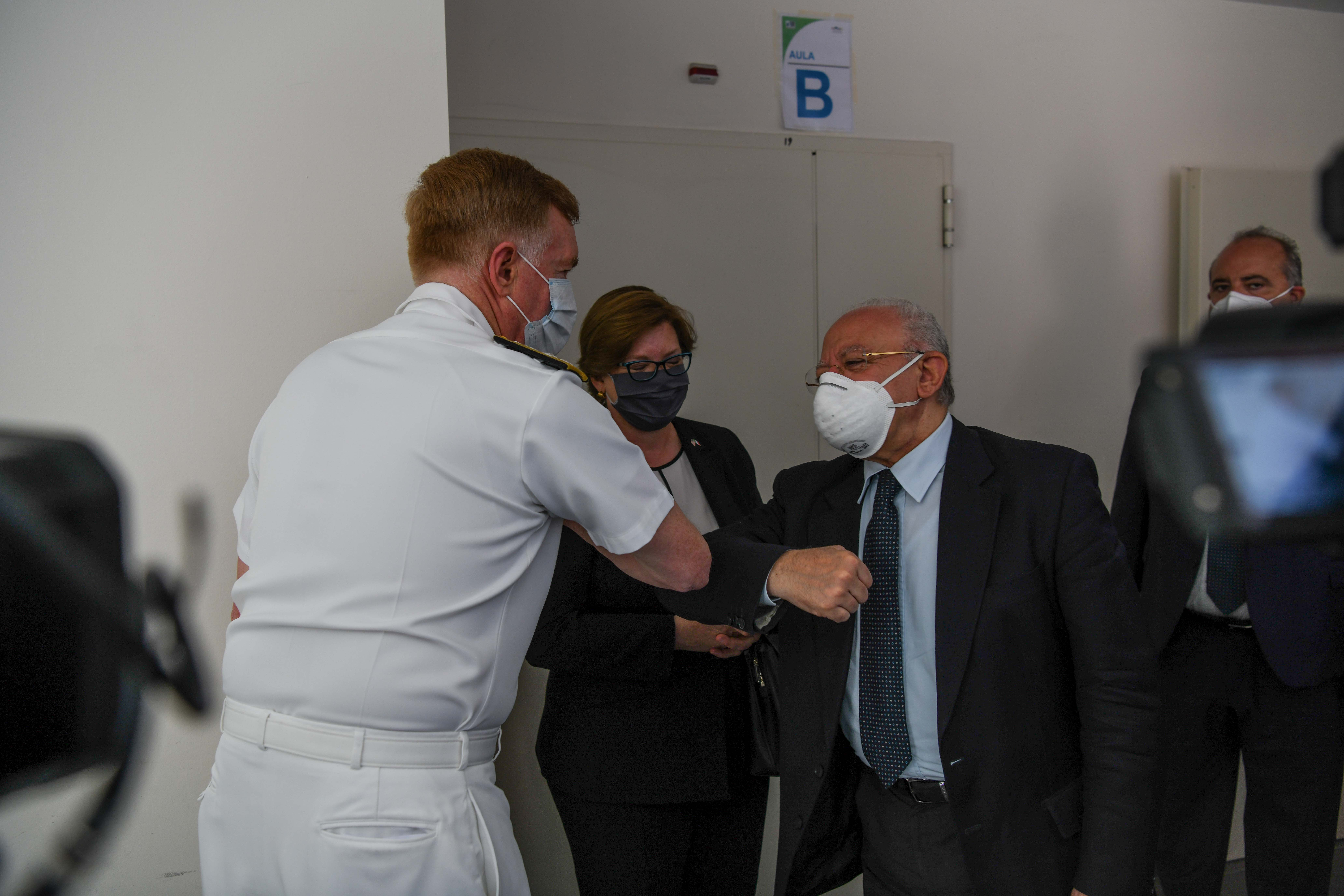
Vincenzo De Luca si incontra a giugno 2020 con il comandante delle U.S. Naval Forces Europe-Africa James G. Foggo III, durante l'emergenza Covid-19

Tra il 2018 e il 2019 si susseguono una serie di casi, che suscitano scalpore a livello nazionale, di presunta incuria e malasanità presso l'Ospedale San Giovanni Bosco di Napoli, con invasioni di formiche nelle stanze da letto e nel pronto soccorso, finanche sul corpo di pazienti. Sono presentati dall'ASL degli esposti alla Procura di Napoli e le indagini della ditta incaricata avallano l'ipotesi di atti di sabotaggio, con la predisposizione di esche zuccherine per attirare gli insetti. Il tutto è ricondotto a presenze opache nella gestione abusiva di un parcheggio, poi sequestrato, del plesso ospedaliero da parte di camorristi.
Alla luce dei risultati in materia contabile e di Lea, già dall'inizio del 2017 De Luca chiede al governo l'uscita dal commissariamento per la sanità campana. La richiesta è poi formalizzata al Governo Conte I nel luglio 2018 e reiterata nel corso dei mesi successivi.
Nel settembre 2018 il Governo Conte inserisce nel cosiddetto "decreto Genova" (varato per far fronte all'emergenza del crollo del ponte Morandi di Genova avvenuto il 14 agosto precedente) una norma, definita giornalisticamente anti De Luca, che prevede nuovamente l'incompatibilità tra i ruoli di presidente di regione e di commissario alla sanità. Il Quirinale, però, stralcia queste disposizioni in quanto non connotate dai requisiti di necessità ed urgenza che caratterizzano i decreti legge. La norma è poi riproposta e approvata nel novembre 2018 con un emendamento al "decreto Fisco", per poi essere dichiarata illegittima dalla Corte costituzionale il 5 dicembre 2019 su ricorso della Campania.
Il 13 novembre 2019 il tavolo tecnico con i Ministeri dell’Economia e della Salute conferma il raggiungimento degli adempimenti finanziari e dei livelli essenziali di assistenza, esprimendo parere favorevole per l’uscita dal commissariamento. Il successivo 28 novembre la Conferenza delle Regioni e la Conferenza Stato-Regioni esprimono parere positivo sull’uscita della sanità campana dal commissariamento
e inoltrano richiesta alla Presidenza del Consiglio dei ministri. Il successivo 5 dicembre il Consiglio dei Ministri decreta la fine del commissariamento.

### Secondo mandato
Nel 2020 De Luca si ricandida per un secondo mandato alla presidenza della regione ed alle elezioni tenutesi il 20 e 21 settembre di quell'anno viene riconfermato presidente con quasi il 70% dei voti. La prima parte del secondo mandato è tutta concentrata sulla gestione e sull'affronto della pandemia di COVID-19, quindi anche sul potenziamento delle strutture ospedaliere della Campania, più volte descritte dal governatore come un'eccellenza nazionale. De Luca è noto in questo periodo soprattutto perché ha agito in maniera praticamente sempre diversa dal governo nazionale riguardo alle decisioni da mettere in campo per la pandemia, attuando esempio la chiusura delle scuole dalla metà di ottobre del 2020 e fino a dopo il periodo natalizio, o anche la decisione di lasciare in vigore l'obbligo di utilizzare la mascherina all'aperto anche durante il periodo estivo del 2021. Altra tematica da lui sottolineata è la mancanza di criterio e logica nella distribuzione delle dosi di vaccino anti-coronavirus prima e di quella dei farmaci antivirali dopo, infatti la Campania è stata la regione che ha ricevuto meno vaccini e farmaci di tutte le altre in base alla sua popolazione.
Ad ottobre del 2021, con l'elezione di Gaetano Manfredi a sindaco di Napoli, inizia una proficua collaborazione tra la Regione e il Comune sotto moltissimi aspetti, per lo sviluppo e la crescita della città, che precedentemente non era stata attuata a causa delle note e reciproche posizioni contrastanti tra De Luca e il predecessore di Manfredi, Luigi de Magistris.
Sempre nell'autunno del 2021, De Luca inaugura la Piazza della Libertà a Salerno, la più grande piazza sul mare d'Italia, che collega il lungomare della città con la zona portuale, con fontane ed aiuole, ed è dotata di un parcheggio sottostante da circa 700 posti auto, alcuni posti moto, colonnine di ricarica per veicoli elettrici e posti riservati a diversamente abili.
Manifesta la volontà di candidarsi per un terzo mandato, ma la legge regionale (la numero 16 del 2024) che ne prevede la possibilità viene bloccata dalla Consulta, su ricorso della Presidenza del Consiglio dei ministri.

## Attività di sindaco di Salerno
Vincenzo De Luca è stato a lungo noto soprattutto per la sua attività di sindaco a Salerno, carica ricoperta per quattro mandati.

### Primo e secondo mandato
I primi due mandati (1993-2001) hanno visto essenzialmente portare avanti, in alcune linee guida fondamentali di pianificazione urbana, il programma precedentemente avviato dalla giunta guidata da Vincenzo Giordano, di cui De Luca aveva fatto parte come assessore e poi vicesindaco. Si procede con il lavoro di redazione del PRG redatto da Oriol Bohigas, arrivando all'approvazione del PUC nel 2006, e con l'avvio ed il completamento di alcune infrastrutture strategiche cercando di dare alla città un'identità urbanistica, di porre rimedio all'assenza di una programmazione architettonica e anche al problema della viabilità. Tra queste spiccano la Lungoirno, nuova rete viaria con sistema di parchi pubblici lungo l'asse Nord-Sud della città costeggiante il fiume Irno, progettata dallo stesso Bohigas e la metropolitana leggera, inserita nel sistema metropolitano regionale, per i collegamenti Est-Ovest. Sono inoltre progettati o avviati in questi anni il palazzetto dello sport ad opera di Tobia Scarpa e ad oggi incompiuto, la riqualificazione del centro storico e della villa comunale, il recupero del Giardino della Minerva con fondi europei del progetto URBAN, il restauro del Teatro Verdi, la stazione marittima progettata da Zaha Hadid e la cittadella giudiziaria progettata da David Chipperfield, opere il cui iter progettuale e di appalto sarà poi completato nel mandato del successore Mario De Biase.

### Terzo mandato

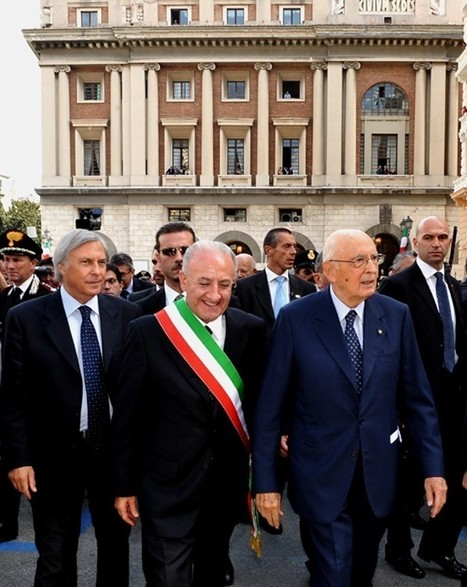
Vincenzo De Luca con Giorgio Napolitano, in visita a Salerno il 14 settembre 2010

Durante questo mandato (2006 - 2011) la città ha raggiunto il primato nazionale tra i comuni capoluogo per la percentuale di raccolta differenziata (74%) ed è stato avviato un piano di informatizzazione dei sistemi e dei pubblici servizi. Nel marzo 2010, viene reso noto che Salerno è stata scelta dal Ministero dell'Ambiente per partecipare all'Expo 2010 di Shanghai per i grandi interventi in tema ambientale, di clima e di energia rinnovabile, all'interno del progetto Italian Urban Best Practices. Partecipa all'Expo anche nell'ambito de L'Italia degli Innovatori, grazie al suo sistema informatico multicanale SIMEL.
Le battaglie per la vivibilità e per la sicurezza hanno riscosso consensi anche nell'elettorato di centro-destra tanto che nel sondaggio Governance Poll del 2009 si attestava al 65% delle preferenze, ossia +8% rispetto al giorno dell'elezione.
L'avvio della raccolta differenziata e il fatto che Salerno sia stata toccata solo parzialmente dalla crisi dei rifiuti della Campania, hanno portato l'amministrazione De Luca sotto i riflettori della stampa nazionale. Nel 2009 il comune di Salerno è risultato l'unico comune capoluogo "riciclone" del centro-sud ed è diventato il primo capoluogo d'Italia per percentuale di raccolta differenziata (72%) raggiungendo a fine ottobre il 74,16%. Dal rapporto di Legambiente, il Sole 24 Ore e Ambiente Italia, inoltre, Salerno risulta la prima città del meridione per qualità ambientale. In particolare, nel luglio 2010 un rapporto di Legambiente attribuisce a Salerno il 60,6% per la raccolta differenziata dei rifiuti e riconferma la città primo capoluogo del sud Italia per la raccolta differenziata. Sul finire del mandato, ad aprile 2011, viene anche inaugurato l'impianto di compostaggio cittadino, il primo e ancora unico dell'intera Regione, per chiudere il ciclo dei rifiuti e produrre compost ed energia da biogas. Nel 2013 il sito è premiato dall'Unione europea come best practice di spesa dei fondi UE, nel corso di una visita del ministro Fabrizio Barca. L'impianto è interessato da un incendio sul finire del 2016 e, unitamente ad alcune polemiche sul rendimento, ciò porta a revocare la gestione all'azienda privata Daneco, che aveva contribuito a realizzarlo in ati, per affidarla alla municipalizzata Salerno Pulita. L'attività è ripresa nel marzo 2019.
Nel 2009 il sindaco avvia i lavori di Piazza della Libertà, progettata da Ricardo Bofill con l'annesso complesso residenziale del Crescent al termine del lungomare cittadino. L'opera pubblica è annunciata come fiore all'occhiello del processo di trasformazione urbana della città e di riqualificazione del fronte di mare e come la più grande piazza sul mare d'Italia. Il progetto prevede una grande superficie di circa 27 000 m² rialzata di 5 metri sul livello del mare per consentire la realizzazione di parcheggi e due stecche di negozi e ristoranti. A luglio 2012 parte della struttura del settore 2 del parcheggio è interessata da un cedimento, evento che darà il via ad una serie di accertamenti tecnici culminanti anche in procedimenti giudiziari a carico sia dei progettisti che degli amministratori pubblici. Nel 2011 è invece posta la prima pietra dell'annesso complesso del Crescent, di realizzazione privata, anch'esso al centro di intricate vicende giudiziarie dapprima sotto il profilo ambientale e amministrativo e successivamente anche penali. Al 2019 De Luca risulta rinviato a giudizio per falso in atto pubblico in relazione ad una variante per Piazza della Libertà, mentre nel 2018 è stato assolto perché il fatto non sussiste in relazione alle accuse sul progetto del Crescent.
Nel maggio 2011 è inaugurato in località Monte di Eboli un impianto fotovoltaico comunale, in gestione all'azienda TOTO che si era aggiudicata anche progettazione e appalto, esteso su 42 ettari per una produzione di 33 000 MWh annui di energia elettrica, terzo in Italia per dimensione.
De Luca si è sempre presentato con una lista civica di sinistra ("Progressisti per Salerno"); questa relativa indipendenza dai raggruppamenti politici (anche se alcuni componenti della giunta sono comunque collegati a diversi partiti) ha contribuito ad accentrare la scelte programmatiche nella persona del sindaco. Per questi motivi è stato spesso tacciato di decisionismo e populismo dalla sinistra radicale e dai moderati, mentre la destra lo ha soprannominato il "podestà rosso". Soprannome molto adoperato del sindaco De Luca è quello di "sindaco sceriffo".
Secondo un sondaggio Doxa svolto nel marzo 2010 su un campione di 2.000 persone e relativo ai sindaci di Genova, Trieste, Parma e Salerno, l'85% dei salernitani si dichiara soddisfatto dell'operato del sindaco.

### Quarto mandato
Il 26 maggio 2011 il rieletto sindaco di Salerno comunica di aver costituito la nuova giunta comunale per il suo quarto mandato come primo cittadino. Tale giunta appare molto simile a quella del quinquennio precedente, con sole piccole variazioni. Tra gli eventi più importanti del nuovo mandato, la presentazione, il 22 novembre 2011, al Teatro Verdi del "brand Salerno" disegnato dal designer Massimo Vignelli. Il nuovo logo del comune, da affiancare allo stemma istituzionale, è utilizzato per la pubblicizzazione e la promozione dei servizi, dei prodotti della città e di eventi culturali non strettamente istituzionali.
Il 7 gennaio 2012 De Luca è invitato alla Festa del Tricolore che si tiene ogni anno a Reggio nell'Emilia, dove ha ricevuto una copia del primo tricolore in ricordo del periodo in cui, al termine della seconda guerra mondiale, Salerno fu sede del governo italiano per circa sei mesi.
A gennaio 2012 il sondaggio Governance Poll del Sole 24 ore lo colloca al terzo posto in ordine di gradimento tra i sindaci più amati, a pari merito con Flavio Tosi e Michele Emiliano.
Nello stesso sondaggio, l'anno successivo, si colloca al primo posto a livello nazionale per il gradimento.
Nel settembre 2012 è inaugurato il restaurato convento di San Nicola de Palma, diventato sede dell'EBRIS (Istituto Europeo di Ricerche Biomediche di Salerno) guidato dal professore Alessio Fasano, docente dell'Università del Maryland, il cui scopo sarà la ricerca di cure per la celiachia e per i disturbi alimentari. Nel 2015 prendono il via le attività di laboratorio, con sei ricercatori impegnati in due distinti progetti: il primo, finanziato dal National Institutes of Health, riguardo ai fattori di rischio ambientale per la celiachia, mentre il secondo è un'applicazione europea nell'ambito di Horizon 2020 sull'autismo.
A cavallo tra il terzo e quarto mandato l'amministrazione De Luca avvia un programma di potenziamento della rete di asili nido che porta la città di Salerno a dotarsi di nove strutture, raggiungendo una copertura del 42,4% e posizionandosi tra le prime città italiane.
Il 20 settembre 2013, nell'ambito del pacchetto di opere concluse e in partenza da consegnare alla città, tradizionalmente in vista della festa patronale, è restituito alla collettività il restaurato palazzo Fruscione, esempio unico di edilizia civile normanna, pur con successivi rimaneggiamenti e precedenti stratificazioni. Dal 23 ottobre il Teatro Verdi è annoverato tra i teatri italiani di tradizione. Il 4 novembre, grazie al lavoro di cabina di regia in virtù del nuovo incarico di Governo, a quasi quattro anni di distanza dall'ultimazione dei lavori per le stazioni, parte il servizio ferroviario metropolitano di Salerno.
Nel 2014 sono inaugurati, dopo anni di ritardo e alterne vicende, i primi tre edifici della cittadella giudiziaria, progettata da Chipperfield, dei cui finanziamenti pure si era interessato De Luca nei mesi al Ministero delle Infrastrutture. Il trasferimento degli uffici è iniziato nel 2017 mentre il completamento definitivo dei tre restanti edifici, previsto tra il 2018 e il 2019, non è stato ancora definito.
Nel luglio 2013, in seguito alla nomina a vice ministro, è incominciato in consiglio comunale l'iter per la decadenza di Vincenzo De Luca da sindaco della città con trasferimento dei poteri ad interim al vicesindaco, a seguito della rinuncia alle dimissioni onde evitare l'arrivo di un commissario prefettizio e la paralisi dell'attività comunale. 
Il 7 ottobre 2013 l'Antitrust avvia un procedimento per incompatibilità ai danni di De Luca, basandosi sul decreto-legge 13 agosto 2011, n.138. L'esito dell'azione dell'Autorità garante della concorrenza e del mercato sarà noto entro il 30 novembre. Il 30 novembre l'Autorità garante della concorrenza ha stabilito che le due cariche sono incompatibili. In febbraio De Luca ricorre al Tar del Lazio contro il provvedimento dell'Antitrust. Il 24 gennaio 2014 il Tribunale (prima sezione civile) di Salerno ha dichiarato De Luca decaduto dalla carica di sindaco. A seguito dell'immediato ricorso in appello, l'ordinanza è stata sospesa in ossequio alla legge n. 150 del 1/9/2011 art. 22, comma 8. Il 23 gennaio 2015 De Luca viene sospeso per 18 mesi dalla carica di sindaco dal prefetto di Salerno in applicazione della Legge Severino, a seguito della condanna in primo grado per abuso d'ufficio. Il 26 gennaio 2015 viene reintegrato nella carica a seguito della sospensione del provvedimento della prefettura, disposta dal TAR della Campania su ricorso di De Luca, per poi decadere il 3 febbraio 2015 a seguito della sentenza di appello che conferma l'incompatibilità tra la carica di sindaco e quella di vice ministro ricoperta nel governo Letta.
A maggio 2015, già decaduto dalla carica di sindaco ed in campagna elettorale per le regionali, inaugura il tratto finale della Lungoirno, con l'apertura di due tunnel pedonali ed uno carrabile a quattro corsie al di sotto della massicciata ferroviaria. L'inaugurazione viene effettuata da De Luca insieme a Vincenzo Napoli, già suo vicesindaco e nominato sindaco facente funzioni fino alle successive elezioni amministrative (che lo vedranno candidato per il centro-sinistra e lo confermeranno come primo cittadino di Salerno).

## Posizioni politiche
De Luca si è sempre dichiarato un riformista di sinistra. Sebbene sia un dirigente del PD (e in precedenza dei DS, deI PDS e ancor prima del PCI) ha sempre preso le distanze dalla politica regionale del proprio partito e qualche volta anche dalle scelte della direzione nazionale.
In particolare questo contrasto si è concretizzato alle elezioni comunali del 2006 a Salerno, quando i partiti dell'Unione non accettarono la sua ricandidatura e gli contrapposero Alfonso Andria, l'ex presidente della provincia di Salerno, appoggiato dalla Margherita, i Verdi, dalla Rifondazione Comunista e da quella parte dei DS salernitani detti "bassoliniani". Di fatto il rapporto con il presidente della regione Campania Antonio Bassolino non è mai stato idilliaco ma la rottura si è realizzata ufficialmente con il j'accuse lanciato da De Luca alla Festa dell'Unità di Agropoli del settembre 2005 con cui il sindaco di Salerno denunciava con parole forti la politica regionale in fatto di sanità e rifiuti.
La sua posizione è stata spesso critica anche nei confronti dello stesso PD, tanto che il 13 maggio 2010 a un dibattito politico con il collega Gianfranco Valiante, auspicando un cambiamento di posizione interno al partito, si disse pronto a far "vivere in maniera autonoma l'esperienza politica di Campania Libera" e a lasciare il Partito Democratico.
Inoltre, in un comunicato stampa del 31 agosto 2010, riferendosi alla "Festa Nazionale del PD" esprime il "più vivo compiacimento per l'organizzazione della splendida sagra in corso di svolgimento a Torino", stigmatizzando la scarsa attenzione del partito per il problemi reali del paese e in particolare del Mezzogiorno.
Il 2 novembre 2010, nell'ambito di un discorso sulla crisi dei rifiuti in Campania e delle beghe con la provincia per la realizzazione dell'inceneritore cittadino, il sindaco De Luca rinnova le sue accuse e le sue dure considerazioni sul PD, "Il gruppo dirigente del partito - dice - è talmente logoro che, se anche dicesse qualcosa di chiaro, nessuno lo ascolterebbe. Mi batterò per una svolta radicale del gruppo dirigente e del programma. Non ci sono altre vie. L'alternativa è la morte politica, tra gli applausi".
De Luca è molto spesso descritto come un politico populista, in particolare dal filosofo Massimo Cacciari, ex sindaco di Venezia.

## Procedimenti giudiziari
| Procedimento                               | Stato del procedimento                     | Procedimenti - Illeciti contestati |
| ------------------------------------------ | ------------------------------------------ | --- |
| Procedimenti archiviati                    | Procedimenti archiviati                    | - Variante suoli per termovalorizzatore (abuso d'ufficio). Archiviato il 20 febbraio 2016. - Caso Manna-Scognamiglio (induzione indebita). Archiviato il 14 marzo 2017. - Con Franco Alfieri (politico), caso "frittura di pesce" (istigazione al voto di scambio). Archiviato il 6 settembre 2017. |
| Reati estinti per intervenuta prescrizione | Reati estinti per intervenuta prescrizione | - Ostaglio, prescritto nel 2010. De Luca accetta la prescrizione. |
| Assoluzioni con formula piena              | Assoluzioni con formula piena              | - Centrale elettrica-Ideal Standard (associazione per delinquere e truffa): assolto il 17 novembre 2010. - MCM. (truffa e falso) - Reato prescritto nel 2013, De Luca rinuncia alla prescrizione. Richiesta l'assoluzione. Assolto l'11 dicembre 2013 perché "il fatto non sussiste". - Termovalorizzatore di Salerno-nomina project manager (peculato, abuso d'ufficio): assolto dall'accusa di peculato e condannato in primo grado dal Tribunale di Salerno il 21 gennaio 2015 a un anno di reclusione e un anno di interdizione dai pubblici uffici per abuso d'ufficio, con sospensione della pena. Assolto in appello il 5 febbraio 2016 perché "il fatto non sussiste". - Sea Park (corruzione, truffa aggravata, truffa, falso, associazione a delinquere e concussione) - Prescritti nel 2012 i reati di corruzione, truffa aggravata, falso e truffa; De Luca rinuncia alla prescrizione. Richiesta l'assoluzione. Il 29 settembre 2016 gli imputati sono assolti con formula piena perché "il fatto non sussiste". |
| Sentenze non passate in giudicato          | Assoluzioni in primo grado                 | - Crescent (abuso d'ufficio, falso ideologico, lottizzazione abusiva), assolto in primo grado. La Procura ricorre in appello. |
| Sentenze non passate in giudicato          | Condanne in primo grado                    | - Diffamazione aggravata ai danni di Marco Travaglio, condannato in primo grado dal Tribunale di Napoli nel maggio 2013 a una multa di 1 000 euro. |
| Procedimenti in corso                      | Procedimenti in corso                      | - Variante Piazza della Libertà (falso in atto pubblico) |
| Condanne erariali                          | Condanne erariali                          | - "Stipendi d'oro", condannato in primo grado dalla Corte dei Conti di Napoli nel 2010 a pagare 23 000 euro. - Nomina a Direttore Generale di Felice Marotta, condannato in primo grado dalla Corte dei Conti a pagare 34 000 euro. - Nomina a vicesegretario comunale di Felice Marotta, condannato in primo grado dalla Corte dei Conti a pagare 55 078,57 euro. - Nomina di quattro vigili a dirigenti della sua segreteria, condannato in via definitiva dalla Corte dei conti a pagare 100 000 euro. - Produzione di smart-card regionali anti-Covid duplicato del green-pass nazionale, condannato dalla Corte dei Conti a risarcire alla Regione 609 000 euro. |

Il 6 luglio 2010 la Corte d'Appello di Salerno dichiara la prescrizione nei confronti di De Luca e degli altri imputati del processo per lo sversamento di rifiuti, nel 2001, nel sito di Ostaglio, non ancora completato. L'inchiesta sullo sversamento illecito di rifiuti nella discarica scatta nell'agosto 2001, all'indomani di un incendio che sollevò delle forti proteste dei residenti della zona, stanchi di convivere con odori nauseabondi. Il sindaco di Salerno, però, afferma di non essere stato lui a richiedere la prescrizione, come asserivano certi esponenti politici tra cui l'ex pubblico ministero Antonio Di Pietro (a cui aveva garantito di rinunciare alla prescrizione), ma di essere stata una scelta del tribunale giudicante, dopo dieci anni di processo, tuttavia il codice di procedura penale consente in ogni caso all'imputato di rinunciare alla prescrizione.
A maggio 2012 il pm Vincenzo Montemurro ha richiesto la prescrizione per la maxi inchiesta Sea Park (scaturita, ai primi duemila, da fatti del 1998) per i reati di corruzione, truffa aggravata, truffa e falso nei confronti degli indagati De Biase, Grieco e Fortunato, proprietari dei suoli, e Santopietro e Benetti, imprenditori locali. Per il sindaco De Luca e gli altri dirigenti e funzionari comunali implicati nell'inchiesta, la prescrizione sarà richiesta dall'accusa il 25 giugno lasciando, dunque, in piedi le sole due accuse di associazione a delinquere e concussione. 
De Luca, però, insieme con l'ex-sindaco De Biase, il dirigente comunale Di Lorenzo e il segretario generale Marotta, rinunciano alla prescrizione chiedendo di farsi giudicare nel merito per ottenere un'assoluzione piena. Nella requisitoria del 19 aprile 2016 lo stesso PM, Vincenzo Montemurro, chiede l'assoluzione per De Luca e gli altri 41 imputati perché il fatto non sussiste. Il 29 settembre 2016 è decretata l'assoluzione con formula piena perché il fatto non sussiste.
Nel dicembre 2008 Vincenzo De Luca, con altri 46 imputati, viene rinviato a giudizio per truffa ai danni dello stato e falso in relazione alla vicenda relativa alla delocalizzazione delle Manifatture Cotoniere Meridionali, in qualche modo legata all'inchiesta Sea Park del 2005.
Nell'aprile 2009 il rinvio a giudizio viene confermato per De Luca e altri 13 imputati (tra cui il già sindaco di Salerno, Mario De Biase, e il presidente dell'Unione Industriali di Napoli, Gianni Lettieri).
A marzo 2013 è stata dichiarata la prescrizione, rifiutata da De Luca e dagli imputati, in attesa di una pronuncia nel merito prevista per il successivo 19 giugno. Il 19 giugno il pm Montemurro chiede l'assoluzione per tutti gli imputati. L'11 dicembre 2013 De Luca viene assolto dalla magistratura perché "il fatto non sussiste".
Nel luglio 2010 viene condannato in primo grado dalla Corte dei conti (sezione giurisdizionale di Napoli), insieme con l'ex-sindaco De Biase e alcuni dirigenti comunali, per questioni inerenti agli stipendi dei dirigenti del Comune di Salerno. De Luca viene condannato a pagare 23 000 euro, mentre De Biase 46 000 euro.
Il 17 novembre 2010, De Luca, con gli altri indagati tra cui l'ex-sindaco Mario De Biase e l'ex-presidente dell'ASI (Area di sviluppo industriale) Felice Marotta, è stato prosciolto dalle accuse di associazione a delinquere e truffa relative alla costruzione di una centrale elettrica da 800 megawatt, a cui il sindaco si era opposto, sui suoli dell'ex-Ideal Standard.
Il 21 aprile 2011 è firmata dal procuratore capo di Salerno Franco Roberti la richiesta di rinvio a giudizio per peculato per il sindaco De Luca, Alberto Di Lorenzo e Domenico Barletta. Resa pubblica la notizia, in quanto momentaneamente secretata dallo stesso Roberti per non influenzare l'imminente votazione, solo a seguito delle elezioni comunali, l'udienza preliminare è fissata all'8 novembre. La vicenda risale al tempo in cui il sindaco era stato nominato commissario straordinario per la costruzione del termovalorizzatore di Salerno in relazione alla grave emergenza rifiuti di Napoli del 2008. Il pm Roberto Penna contesta, dunque, la nomina a project manager del dirigente del Comune Alberto Di Lorenzo, carica non prevista dall'ordinamento legislativo italiano. 
Nel novembre 2011 il gup Franco Orio, su richiesta dei legali dei tre imputati, dispone il giudizio immediato. Il sindaco De Luca, infatti, si difende da tale accusa affermando che la figura di project manager, a cui sono dedicati numerosi congressi internazionali, è ampiamente utilizzata sia a livello locale sia nazionale. Il 21 gennaio 2015 nella requisitoria finale il pm conferma la richiesta di condanna a tre anni di reclusione per peculato, ma il collegio giudicante assolve gli imputati dall'accusa, condannandoli a un anno di reclusione per abuso d'ufficio e alla pena accessoria di un anno di interdizione dai pubblici uffici. Il 5 febbraio 2016 la Corte di Appello di Salerno assolve De Luca perché il fatto non sussiste. Nel settembre successivo anche la Cassazione conferma l'assoluzione per gli imputati.
Il 16 gennaio 2012 il sostituto procuratore Rocco Alfano notifica al sindaco e agli assessori comunali del precedente mandato (2006-2011) un avviso di garanzia per abuso d'ufficio. Le indagini si riferiscono a una delibera comunale che approvò una variante urbanistica per trasformare la zona omogenea "F31", riservata al termovalorizzatore la cui costruzione con le nuove normative regionali spettava alla provincia, in un'area destinata a insediamenti produttivi. Tale delibera era stata impugnata, nel corso del 2011, dal presidente dell'ente provinciale, Edmondo Cirielli. Il 20 febbraio 2016 il gip Renata Sessa ha disposto l'archiviazione per tutti gli accusati.
Il 15 maggio 2013 è stato condannato in primo grado, dal Tribunale di Napoli, per diffamazione aggravata nei confronti di Marco Travaglio, a seguito di alcune dichiarazioni fatte il 4 marzo 2010 nel corso di una pubblica manifestazione organizzata dal Partito Democratico per le imminenti elezioni regionali. 
In quell'occasione, De Luca affermò: "Quel grandissimo sfessato di Travaglio, che aspetto di incontrare per strada al buio qualche volta a Roma… questo pipì… è scorretto… parla in televisione dieci volte di cose che non capisce e su cui io non c'entro niente… Imbecille!… Aspetto di incontrarlo al buio".
Il 19 novembre 2013 Vincenzo De Luca risulta iscritto nel registro degli indagati, insieme con sette consiglieri comunali, per la variante al Piano Urbanistico Attuativo (Pua), del 16 marzo 2009, che consentiva l'acquisizione di aree demaniali sulle quali è sorto il cantiere (attualmente sottoposto a sequestro giudiziario) del "Crescent", edificio in costruzione a ridosso del lungomare di Salerno, al centro di molte polemiche. La procura di Salerno ha emesso i provvedimenti a carico di trenta persone, accusate a vario titolo di abuso di ufficio, falso in atto pubblico e altre ipotesi di reato. Il 7 novembre 2014 il gup Sergio De Luca rinvia a giudizio il sindaco di Salerno e gli altri 22 imputati; l'inchiesta è incominciata nel 2008 in seguito agli esposti di Italia Nostra e del comitato "No Crescent" (costituitesi parti civili) contrarie al progetto Crescent secondo il loro parere "ecomostro di Salerno". La sera del 28 settembre 2018 De Luca e tutti gli altri imputati sono assolti perché il fatto non sussiste; la Procura ricorre in appello.
Il 10 novembre 2015 è indagato a Roma per il reato d'induzione indebita assieme ad altre 6 persone, tra le quali Anna Scognamiglio, giudice del Tribunale di Napoli che in estate del 2015 aveva accolto il ricorso del presidente della Campania contro la sospensione inflittagli in virtù della legge Severino. Sul registro del pubblici ministeri di piazzale Clodio ci sono Guglielmo Manna, marito del magistrato, e Nello Mastursi, capo della segreteria del governatore, che si era dimesso due giorni prima. Era stata la Procura di Napoli ad avviare l'inchiesta e poi per competenza territoriale aver inviato gli atti a Roma, che si occupa delle vicende giudiziarie che riguardano i magistrati partenopei. L'inchiesta nasce da un'intercettazione in cui Manna chiede a Mastursi un'assunzione nell'ambito della sanità, ventilando la possibilità di un intervento di sua moglie in una vicenda che stava a cuore all'ex capo della segreteria del presidente della Giunta campana. Il giudice Anna Scognamiglio, in seguito, è stata estensore della sentenza con la quale il 22 luglio la prima sezione civile del Tribunale di Napoli ha confermato la decisione del giudice monocratico di sospendere l'efficacia della legge Severino nei riguardi di De Luca, condannato a un anno per abuso d'ufficio a Salerno. Nel giugno 2016 i pm Corrado Fasanelli e Giorgio Orano richiedono l'archiviazione per il presidente campano De Luca e il rinvio a giudizio per gli altri sei indagati. Il 14 marzo 2017 il GUP Francesco Patrone archivia la posizione di De Luca.
Il 26 gennaio 2016 il presidente campano, insieme con i componenti della giunta comunale del mandato 2006-2011, è raggiunto da un avviso di garanzia con l'accusa di falso per una variante di 8 milioni relativa al cantiere della costruenda Piazza della Libertà. Il successivo 28 ottobre il gup Pietro Indinnimeo rinvia a giudizio De Luca per falso in atto pubblico.
Il 27 novembre 2016 Il Fatto Quotidiano pubblica un audio di una riunione tra De Luca e 300 amministratori locali all'Hotel Ramada di Napoli: in tale riunione De Luca invita i sindaci a "portare a votare in blocco" i propri cittadini al referendum costituzionale del 2016; rivolgendosi in particolare al sindaco di Agropoli Franco Alfieri (che De Luca definisce "notoriamente clientelare" e "che sa fare una clientela"), egli afferma "l’impegno di Alfieri sarà di portare a votare la metà dei suoi concittadini, 4mila persone su 8mila. Li voglio vedere in blocco, armati, con le bandiere andare alle urne a votare il Sì. Franco, vedi tu come Madonna devi fare, offri una frittura di pesce, portali sulle barche, sugli yacht, fai come cazzo vuoi tu, ma non venire qui con un voto in meno di quelli che hai promesso”. In seguito alla pubblicazione, De Luca è indagato dalla Procura di Napoli per istigazione voto di scambio. L'inchiesta è archiviata il 6 settembre 2017.
Nel gennaio del 2024 viene condannato in appello dalla Corte dei conti (e quindi in via definitiva) ad un risarcimento di 100 000 euro a titolo di danno erariale in relazione alla vicenda della illegittima nomina a dirigenti responsabili della sua segreteria di quattro vigili in servizio al Comune di Salerno che svolgevano mansioni di autista. Nel dicembre seguente, viene condannato dalla Corte dei conti a risarcire la Regione Campania la somma di 609 000 euro per il green pass regionale introdotto nel 2021 realizzato attraverso la distribuzione di una smart card finalizzata appunto a dimostrare l'avvenuta vaccinazione anti-COVID; secondo la Procura la spesa sarebbe stata inutile visto che già esisteva il green pass nazionale e a De Luca veniva contestato un danno erariale pari a 928 000, ossia il 25% del totale della spesa sostenuta.

## Opere
- Un'altra Italia, tra vecchie burocrazie e nuove città, Roma-Bari, Laterza, 1999, ISBN 978-88-420-5689-8.
- La democrazia al bivio. Fra guerra, giustizia e palude burocratica, Napoli, Guida Editori, 2022, ISBN 978-88-686-6912-6.
- Nonostante il PD. Fra partito fluido, Pnrr al palo, Sud tradito e passioni tristi, Casale Monferrato, Piemme, 2023, ISBN 978-88-566-9257-0.

## Riconoscimenti
- Il 23 maggio 2009 Vincenzo De Luca ha ricevuto il premio Sebetia per Legalità, Ambiente e Sicurezza.[358]
- Il 6 luglio 2009 ha ricevuto il premio Campania Awards 2009 per la Pubblica Amministrazione.[359]
- Il 26 ottobre 2009 è stato premiato durante la giornata inaugurale di Euromed per gli importanti successi conseguiti.[360]
- Il 14 novembre 2009 ha ricevuto a Napoli il premio del codacons "Amico del Consumatore".[361]
- Il 23 dicembre 2009 ha ricevuto il riconoscimento della Onlus DEA Sport di Bellona per il primato della differenziata.[362]
- Il 12 giugno 2010 ha ricevuto a Castel San Lorenzo il premio ValCalore.[363]
- Il 16 novembre 2010 ha ricevuto a Roma una menzione speciale del Premio Pimby per la "cultura del fare".[364]
- Il 30 giugno 2011 ha ricevuto a Napoli il premio Città di Partenope per i sindaci più virtuosi.[365]
- Il 14 febbraio 2012 ha ricevuto a San Valentino Torio il premio Cuore d'aliante, per i risultati conseguiti e lo sviluppo turistico di Salerno.[366]
- Il 27 febbraio 2012 ha ricevuto a Roma il premio Andrea Fortunato dall'Associazione Sportiva Fioravante Polito Onlus, per l'impegno profuso dall'amministrazione comunale per il Museo Andrea Fortunato.[367]
- Il 29 marzo 2012 ha ricevuto a Ravello il premio Ambasciatore per l'ambiente 2012, alla presenza del professor Paul Connett, per l'impegno profuso dall'amministrazione comunale in tema di ambiente e raccolta differenziata.[368]
- Il 28 ottobre 2012 ha ricevuto il premio Ambasciatore per l'Ambiente dall'associazione Una Stella per Ambiente della Campania e da Zero Waste Italy.[369]
- A marzo 2013 è nominato sindaco del mese dalla fondazione londinese City Mayors Foundation, nata nel 2003 e che, negli anni, ha insignito i primi cittadini, che si sono distinti per il loro buon governo, di città grandi come New York, Londra o Rio de Janeiro, o più piccole come Bilbao o San Antonio.[370][371]
- Il 6 agosto 2013 riceve il "Premio Torre d'Argento" a Cirigliano per l'attività di sindaco.[372]